# Rajd Polski 2018

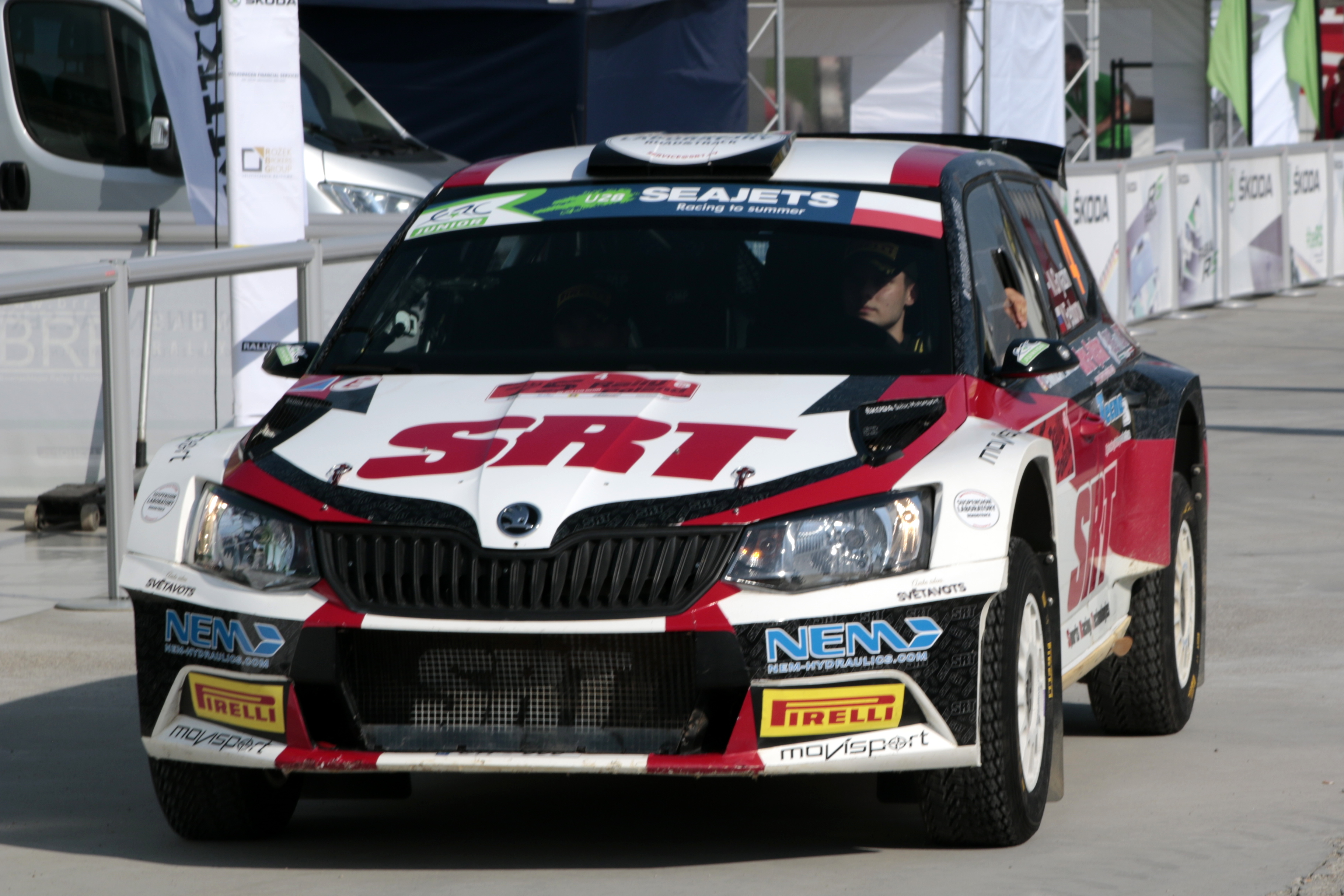
Zwycięzca Rajdu Polski 2018 Rosjanin Nikołaj Griazin

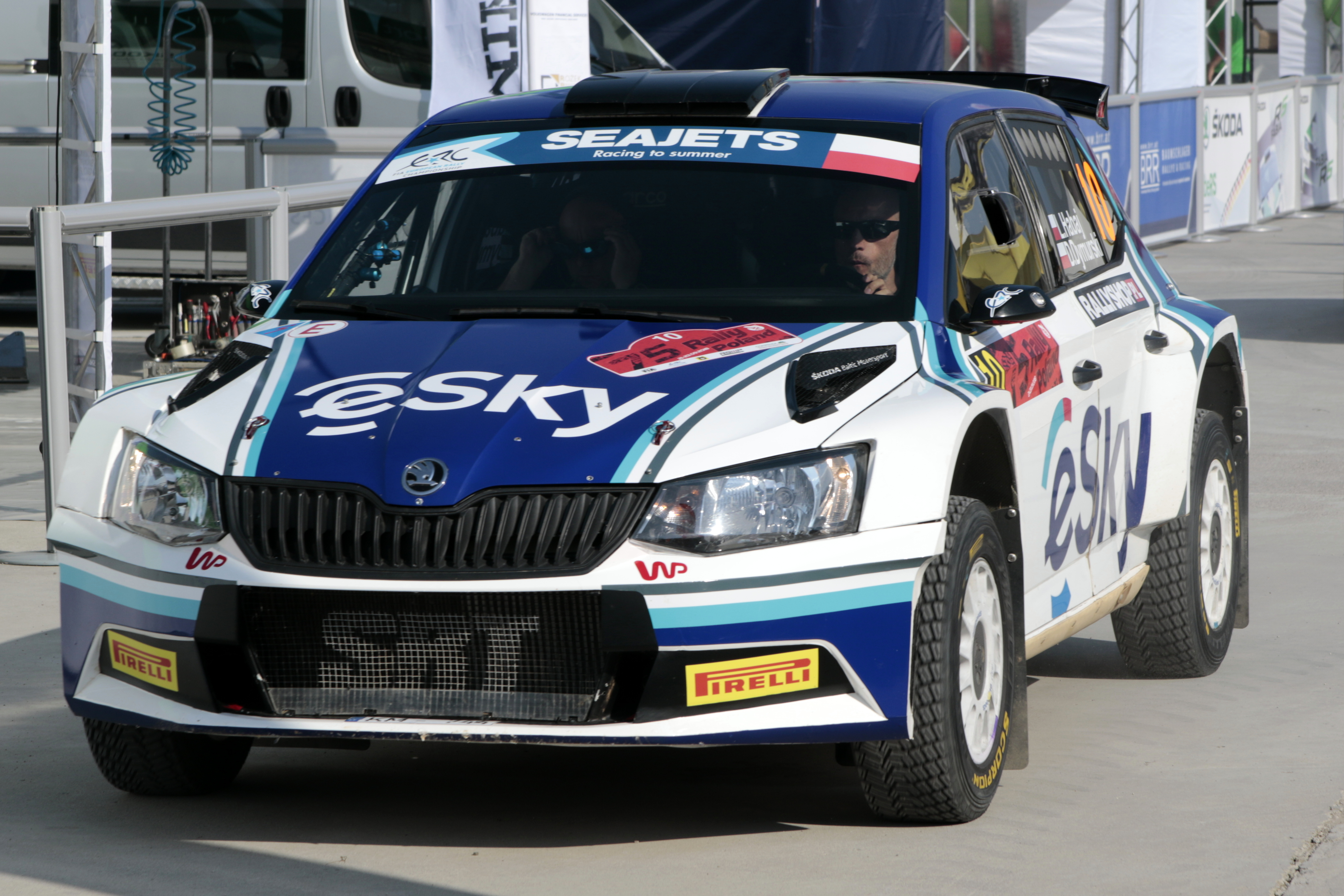
Zwycięzca Power Stage’a RSMP Łukasz Habaj

75. Rajd Polski – 75. edycja Rajdu Polskiego. To rajd samochodowy, który był rozgrywany od 21 do 23 września 2018 roku. Bazą rajdu były Mikołajki. Była to siódma runda rajdowych samochodowych mistrzostw Polski w roku 2018 i zarazem siódma runda Rajdowych Mistrzostw Europy w roku 2018. W sezonie 2018 był to rajd pierwszej kategorii (tzw. dwuetapowy), gdzie punktacja w RSMP była następująca od 25 punktów za zwycięstwo mnożone razy dwa i oddzielne punkty za odcinek Power Stage.
Rajd wygrała rosyjska załoga Nikołaj Griazin i Jarosław Fiedorow, jadąca Škodą Fabią R5, była to dla nich druga wygrana w rajdach ERC, drugie miejsce zajęli Finowie Jari Huttunen i Antti Linnaketo, jadąca Hyundaiem i20 R5, przegrywając zaledwie o niecałe dziewięć sekund. Finowie na przedostatnim odcinku dostali dziesięciosekundową karę za spóźnienie na punkt kontroli czasu i to zadecydowały o losach rajdu. Na trzecim miejscu uplasowali się Anglicy Chris Ingram i Ross Whittock, dla których było to pierwsze podium w mistrzostwach Europy.
W RSMP wygrał Mikołaj Marczyk jadący Škodą Fabią R5, który w klasyfikacji generalnej zajął piątą pozycję, drugi był Łukasz Habaj, a trzeci Grzegorz Grzyb, zapewniając sobie tym wynikiem, po raz drugi w karierze, tytuł mistrza Polski.

## Lista startowa[3]
Poniższa lista startowa obejmuje tylko zawodników startujących i zgłoszonych do rywalizacji w kategorii ERC w najwyższej klasie RC2, samochodami najwyższej klasy mogącymi startować w rajdach ERC – R5 oraz zgłoszonych zawodników w RSMP, startujących w najwyższej klasie 2 samochodami grupy R5 i wybranych zawodników startujących w klasie Open N.
| Nr. | Zespół                         | Kierowca            | Pilot               | Samochód               | Seria       |
| --- | ------------------------------ | ------------------- | ------------------- | ---------------------- | ----------- |
| 1   | Russian Performance Motorsport | Aleksiej Łukjaniuk  | Aleksiej Arnautow   | Ford Fiesta R5         | ERC         |
| 2   | Mol Racing Team                | Norbert Herczig     | Ramón Ferencz       | Škoda Fabia R5         | ERC         |
| 3   | Škoda Auto Deutschland         | Fabian Kreim        | Frank Christian     | Škoda Fabia R5         | ERC         |
| 4   | Sports Racing Technologies     | Nikołaj Griazin     | Jarosław Fiedorow   | Škoda Fabia R5         | ERC         |
| 5   | Rufa Sport                     | Grzegorz Grzyb      | Jakub Wróbel        | Škoda Fabia R5         | ERC, Poland |
| 6   | BRC Racing Team                | Jari Huttunen       | Antti Linnaketo     | Hyundai i20 R5         | ERC         |
| 7   | Łukasz Pieniążek               | Łukasz Pieniążek    | Przemysław Mazur    | Škoda Fabia R5         | ERC, Poland |
| 8   | Toksport WRT                   | Orhan Avcioglu      | Burcin Korkmaz      | Škoda Fabia R5         | ERC         |
| 9   | Peugeot Rally Academy          | Laurent Pellier     | Geoffrey Combe      | Peugeot 208 T16        | ERC         |
| 10  | Rallytechnology                | Łukasz Habaj        | Daniel Dymurski     | Škoda Fabia R5         | ERC, Poland |
| 11  | Toksport WRT                   | Chris Ingram        | Ross Whittock       | Škoda Fabia R5         | ERC         |
| 12  | ACCR Czech Team                | Filip Mareš         | Jan Hloušek         | Škoda Fabia R5         | ERC         |
| 14  | Palmeirinha Rally              | Paulo Nobre         | Gabriel Morales     | Škoda Fabia R5         | ERC         |
| 15  | Škoda Polska Motorsport        | Mikołaj Marczyk     | Szymon Gospodarczyk | Škoda Fabia R5         | ERC, Poland |
| 16  | Tiger Energy Drink Rallye Team | Tomasz Kasperczyk   | Damian Syty         | Ford Fiesta R5         | ERC, Poland |
| 17  | NB Quality RT                  | Jarosław Kołtun     | Ireneusz Pleskot    | Ford Fiesta R5         | ERC, Poland |
| 18  | Rallytechnology                | Dariusz Poloński    | Łukasz Sitek        | Ford Fiesta R5         | ERC, Poland |
| 19  | Szymon Ruta                    | Szymon Ruta         | Kamil Heller        | Škoda Fabia R5         | ERC, Poland |
| 20  | Subaru Poland Rally Team       | Marcin Słobodzian   | Grzegorz Dachowski  | Subaru Impreza WRX STI | ERC, Poland |
| 21  | Simone Tempestini              | Simone Tempestini   | Sergiu Itu          | Abarth 124 Rally RGT   | ERC, Poland |
| 37  | Go+Cars Atlas Ward             | Jakub Brzeziński    | Kamil Kozdroń       | Škoda Fabia R5         | Poland      |
| 38  | Łukasz Byśkiniewicz            | Łukasz Byśkiniewicz | Maciej Wisławski    | Hyundai i20 R5         | Poland      |

## Zwycięzcy odcinków specjalnych
| Dzień | OS   | Nazwa           | Długość  | Zwycięzca                     | Samochód                      | Czas    | Lider rajdu        |
| ----- | ---- | --------------- | -------- | ----------------------------- | ----------------------------- | ------- | ------------------ |
| 21 IX | OS1  | Mikołajki Arena | 2,50 km  | Aleksiej Łukjaniuk            | Ford Fiesta R5                | 1:48,7  | Aleksiej Łukjaniuk |
| 22 IX | OS2  | Paprotki 1      | 15,22 km | Nikołaj Griazin               | Škoda Fabia R5                | 7:51,6  | Nikołaj Griazin    |
| 22 IX | OS3  | Świętajno 1     | 19,60 km | Nikołaj Griazin               | Škoda Fabia R5                | 10:00,0 | Nikołaj Griazin    |
| 22 IX | OS4  | Stare Juchy 1   | 13,31 km | Nikołaj Griazin               | Škoda Fabia R5                | 7:06,3  | Nikołaj Griazin    |
| 22 IX | OS5  | Mikołajki MAX 1 | 9,13 km  | Nikołaj Griazin Jari Huttunen | Škoda Fabia R5 Hyundai i20 R5 | 7:06,3  | Nikołaj Griazin    |
| 22 IX | OS6  | Paprotki 2      | 15,22 km | Nikołaj Griazin               | Škoda Fabia R5                | 7:44,2  | Nikołaj Griazin    |
| 22 IX | OS7  | Świętajno 2     | 19,60 km | Nikołaj Griazin               | Škoda Fabia R5                | 9:47,9  | Nikołaj Griazin    |
| 22 IX | OS8  | Stare Juchy 2   | 13,31 km | Jari Huttunen                 | Hyundai i20 R5                | 6:58,7  | Nikołaj Griazin    |
| 22 IX | OS9  | Mikołajki MAX 2 | 9,13 km  | Jari Huttunen                 | Hyundai i20 R5                | 5:05,0  | Nikołaj Griazin    |
| 23 IX | OS10 | Pozezdrze 1     | 13,24 km | Jari Huttunen                 | Hyundai i20 R5                | 7:27,6  | Nikołaj Griazin    |
| 23 IX | OS11 | Gołdap 1        | 19,90 km | Nikołaj Griazin               | Škoda Fabia R5                | 10:23,3 | Nikołaj Griazin    |
| 23 IX | OS12 | Baranowo 1      | 15,60 km | Nikołaj Griazin               | Škoda Fabia R5                | 8:20,7  | Nikołaj Griazin    |
| 23 IX | OS13 | Pozezdrze 2     | 13,24 km | Jari Huttunen                 | Hyundai i20 R5                | 7:17,5  | Nikołaj Griazin    |
| 23 IX | OS14 | Gołdap 2        | 19,90 km | Jari Huttunen                 | Hyundai i20 R5                | 10:15,2 | Nikołaj Griazin    |
| 23 IX | OS15 | Baranowo 2      | 15,60 km | Jari Huttunen                 | Hyundai i20 R5                | 8:04,4  | Nikołaj Griazin    |

## Power Stage
| Poz. | Kierowca          | Pilot               | Samochód       | Czas/Strata | Pkt. |
| ---- | ----------------- | ------------------- | -------------- | ----------- | ---- |
| 1    | Łukasz Habaj      | Daniel Dymurski     | Škoda Fabia R5 | 1:46,6      | 5    |
| 2    | Mikołaj Marczyk   | Szymon Gospodarczyk | Škoda Fabia R5 | +2,2        | 4    |
| 3    | Grzegorz Grzyb    | Robert Hundla       | Škoda Fabia R5 | +2,6        | 3    |
| 4    | Dariusz Poloński  | Łukasz Sitek        | Ford Fiesta R5 | +16,0       | 2    |
| 5    | Tomasz Kasperczyk | Damian Syty         | Ford Fiesta R5 | +19,4       | 1    |

## Wyniki końcowe rajdu[4]
W klasyfikacji generalnej w RSMP dodatkowe punkty przyznawane są za odcinek Power Stage.
| Miejsce | Kierowca          | Pilot               | Samochód                    | Czas      | Strata   | Grupa Klasa | Punkty ERC | Punkty RSMP |
| ------- | ----------------- | ------------------- | --------------------------- | --------- | -------- | ----------- | ---------- | ----------- |
| 1       | Nikołaj Griazin   | Jarosław Fiedorow   | Škoda Fabia R5              | 1:53:43,5 | –        | RC2         | 38         |             |
| 2       | Jari Huttunen     | Antti Linnaketo     | Hyundai i20 R5              | 1:53:51,8 | +8,3     | RC2         | 31         |             |
| 3       | Chris Ingram      | Ross Whittock       | Škoda Fabia R5              | 1:56:09,4 | +2:25,9  | RC2         | 25         |             |
| 4       | Fabian Kreim      | Frank Christian     | Škoda Fabia R5              | 1:56:26,7 | +2:43,2  | RC2         | 20         |             |
| 5       | Mikołaj Marczyk   | Szymon Gospodarczyk | Škoda Fabia R5              | 1:57:10,5 | +3:27,0  | RC2 2       | 24         | 50+4        |
| 6       | Łukasz Habaj      | Daniel Dymurski     | Škoda Fabia R5              | 1:57:17,1 | +3:33,6  | RC2 2       | 12         | 36+5        |
| 7       | Grzegorz Grzyb    | Robert Hundla       | Škoda Fabia R5              | 1:57:21,9 | +3:38,4  | RC2 2       | 9          | 30+3        |
| 8       | Filip Mareš       | Jan Hloušek         | Škoda Fabia R5              | 1:59:17,2 | +5:33,7  | RC2         | 4          |             |
| 9       | Tomasz Kasperczyk | Damian Syty         | Ford Fiesta R5              | 1:59:34,1 | +5:50,6  | RC2 2       | 2          | 24+1        |
| 10      | Norbert Herczig   | Ramón Ferencz       | Škoda Fabia R5              | 1:59:53,7 | +6:10,2  | RC2         | 1          |             |
| 11      | Orhan Avcioglu    | Orhan Avcioglu      | Škoda Fabia R5              | 2:01:11,5 | +7:28,0  | RC2         |            |             |
| 12      | Marcin Słobodzian | Grzegorz Dachowski  | Subaru Impreza STi N15      | 2:04:43,1 | +10:59,6 | RC2 Open N  |            | 20          |
| 13      | Tom Kristensson   | Henrik Appelskog    | Opel Adam R2                | 2:05:35,4 | +11:51,9 | RC4         |            |             |
| 14      | Efrén Llarena     | Sara Fernández      | Peugeot 208 R2              | 2:05:48,5 | +12:05,0 | RC4         |            |             |
| 15      | Miika Hokkanen    | Reeta Hämäläinen    | Peugeot 208 R2              | 2:07:49,4 | +14:05,9 | RC4         |            |             |
| 16      | Łukasz Kotarba    | Tomasz Kotarba      | Mitsubishi Lancer Evo IX R4 | 2:08:36,1 | +14:52,6 | Open N      |            | 16          |
| 17      | Simone Tempestini | Sergiu Itu          | Abarth 124 Rally RGT        | 2:10:19,6 | +16:36,1 | RGT 2       |            | 12          |
| 18      | Paulo Nobre       | Gabriel Morales     | Škoda Fabia R5              | 2:10:42,7 | +16:59,2 | RC2         |            |             |
| 19      | Sean Johnston     | Alexander Kihurani  | Opel Adam R2                | 2:12:34,1 | +18:50,6 | RC4         |            |             |
| 20      | Mattia Vita       | Pietro Elia Ometto  | Peugeot 208 R2              | 2:13:24,5 | +19:41,0 | RC4         |            |             |
| 21      | Andrzej Borkowski | Michał Jurgała      | Ford Fiesta Proto           | 2:13:35,0 | +19:51,5 | Open N      |            | 8           |
| 22      | Jacek Jurecki     | Michał Trela        | Peugeot 208 R2              | 2:16:14,5 | +22:31,0 | 4           |            | 4           |
| 23      | Grzegorz Bonder   | Jakub Gerber        | Peugeot 208 R2              | 2:18:09,0 | +24:25,5 | 4           |            | 2           |
| ...     | ...               | ...                 | ...                         | ...       | ...      | ...         | ...        | ...         |
| 32      | Dariusz Poloński  | Łukasz Sitek        | Ford Fiesta R5              | 2:34:18,4 | +40:34,9 | RC2 2       |            | 0+2         |

## Klasyfikacja końcowa RSMP
Kierowcy
|   | Msc. | Kierowca          | Punkty |
| - | ---- | ----------------- | ------ |
| 1 | 2    | Grzegorz Grzyb    | 151    |
| 1 | 3    | Mikołaj Marczyk   | 150    |
| 2 | 1    | Jakub Brzeziński  | 146    |
|   | 4    | Tomasz Kasperczyk | 96     |
| 1 | 5    | Marcin Słobodzian | 73     |

## Wyniki ERC po 7 rundach
Kierowcy
| Msc. | Kierowca           | Punkty |
| ---- | ------------------ | ------ |
| 1    | Aleksiej Łukjaniuk | 150    |
| 2    | Bruno Magalhães    | 113    |
| 3    | Nikołaj Griazin    | 90     |
| 4    | Fabian Kreim       | 79     |
| 5    | Norbert Herczig    | 63     |

## Galeria

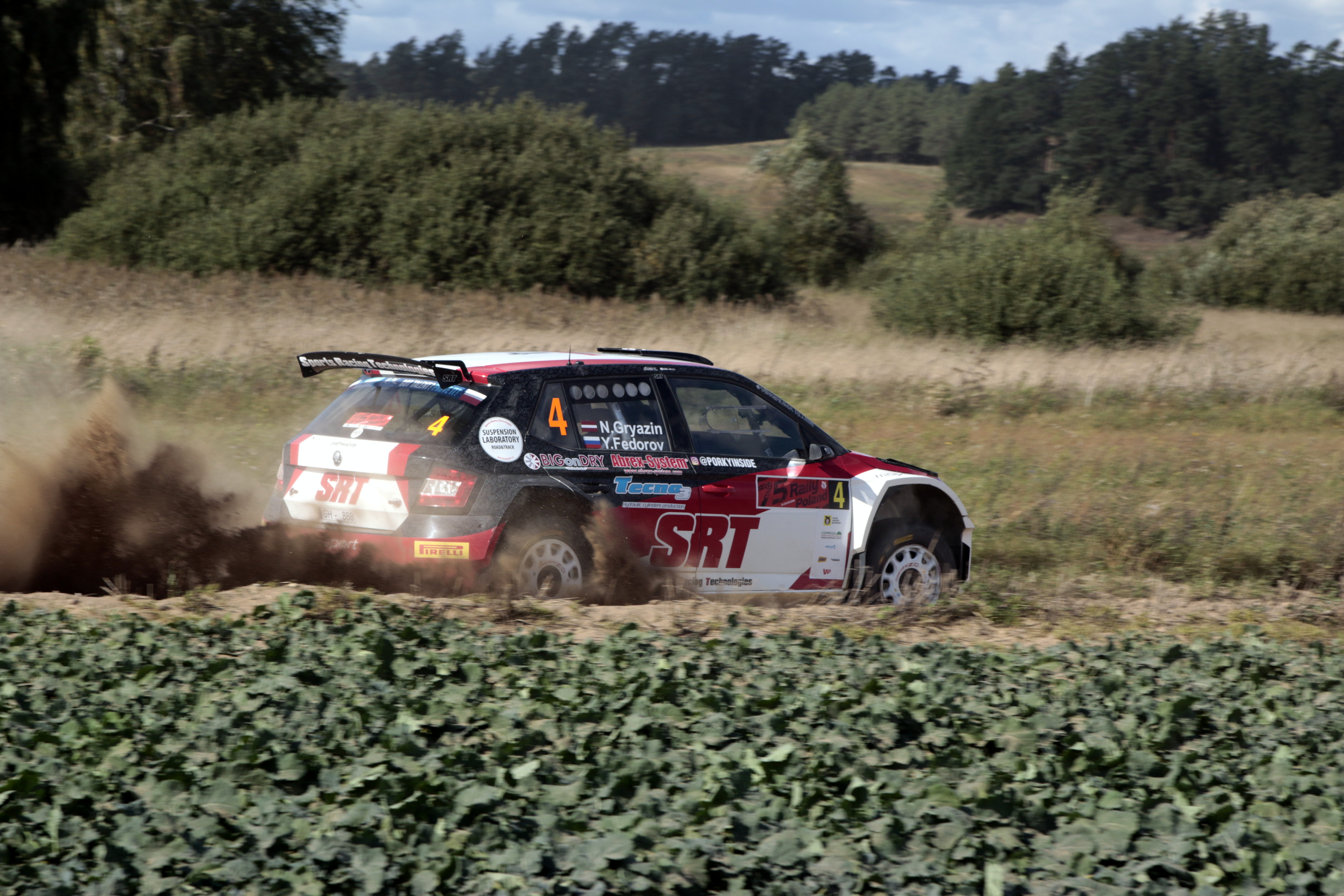
1. Nikołaj Griazin
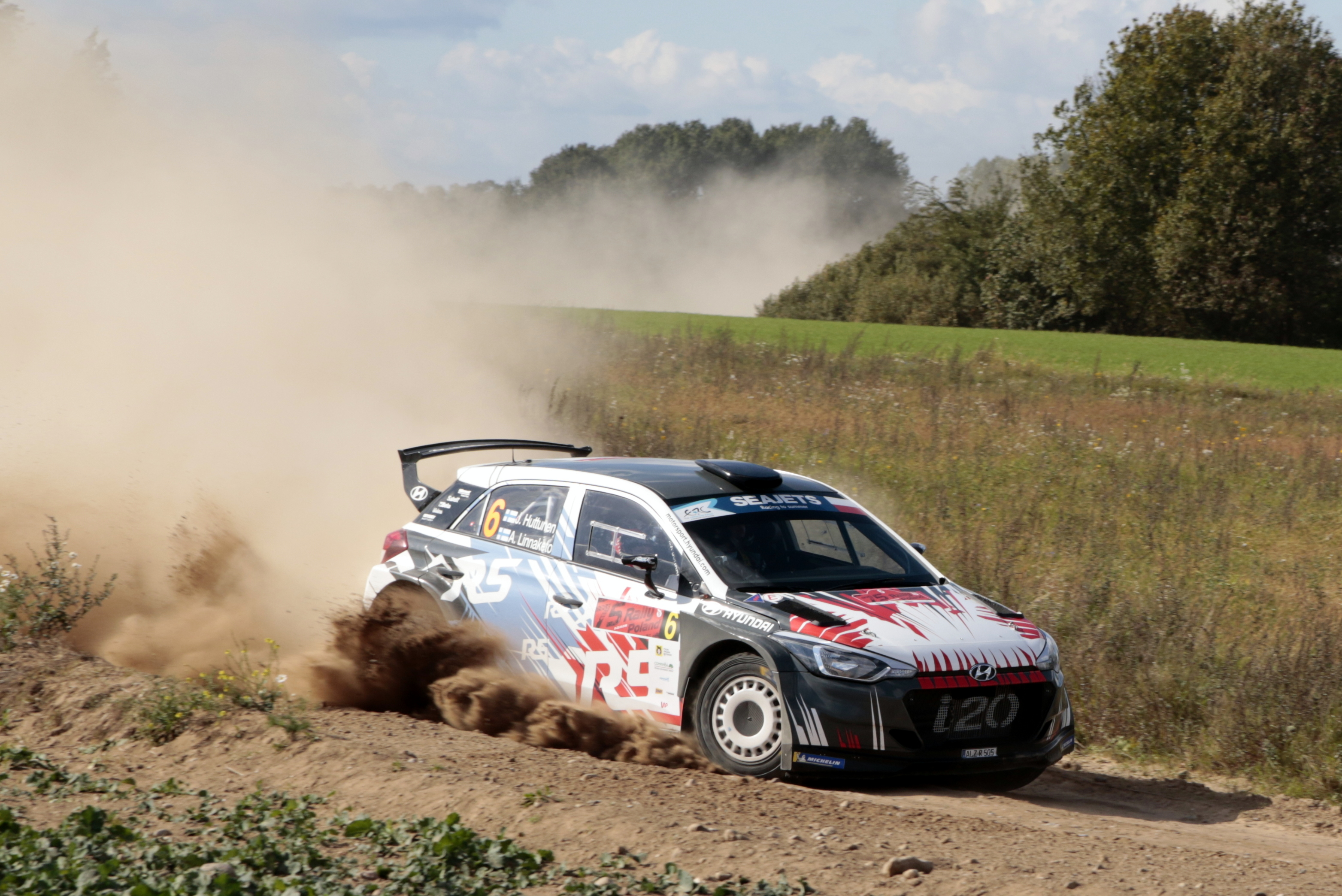
2. Jari Huttunen
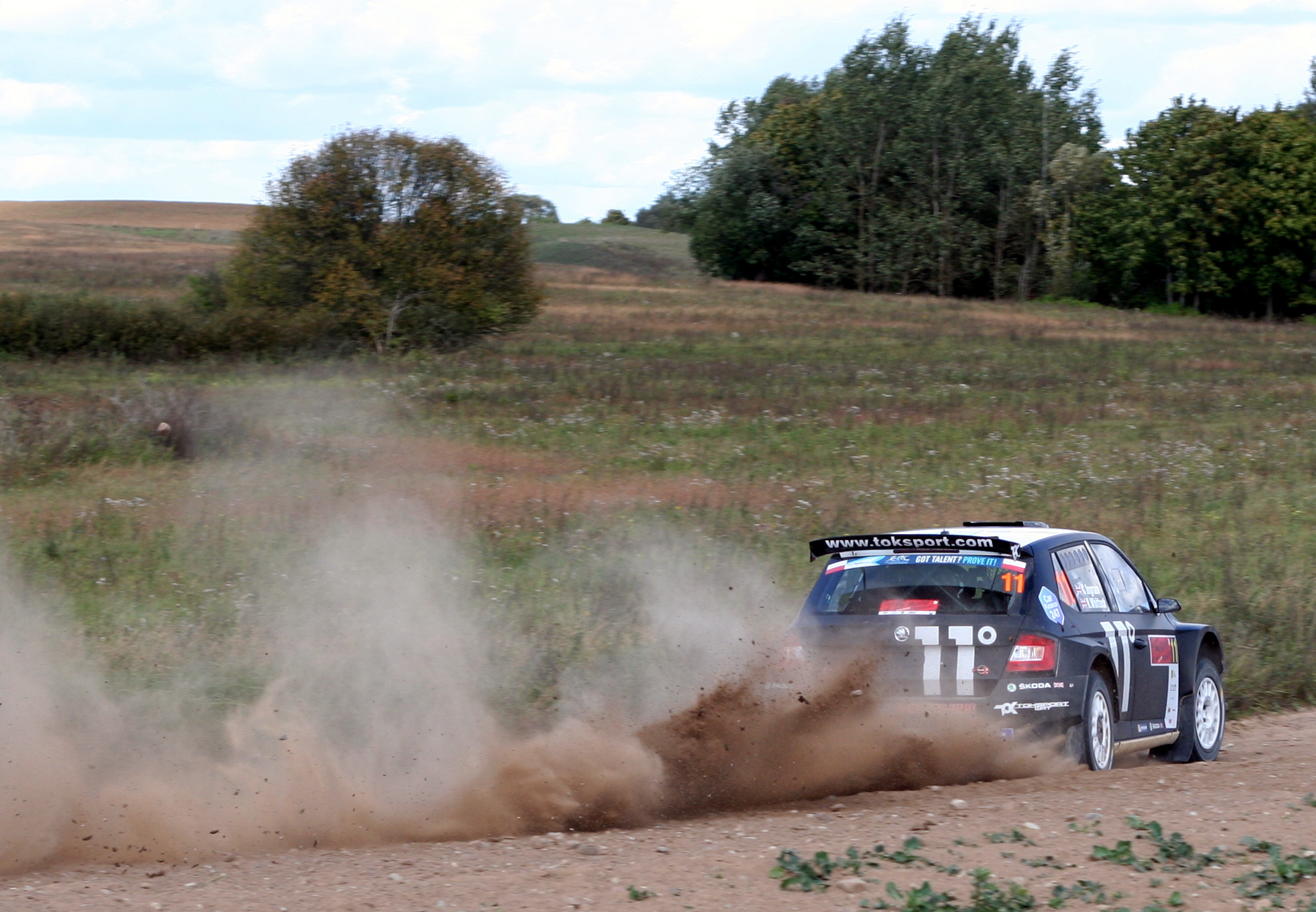
3. Chris Ingram
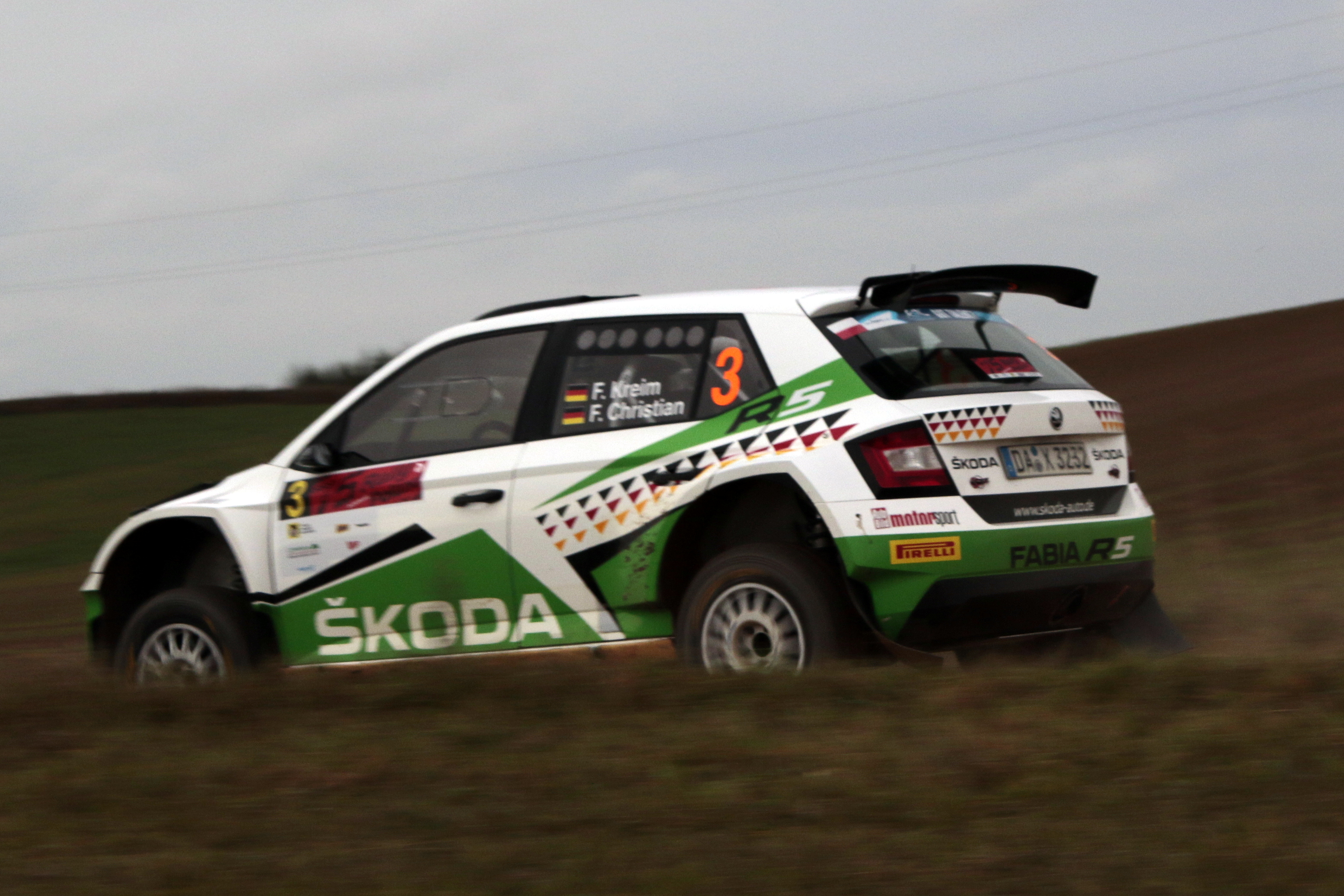
4. Fabian Kreim
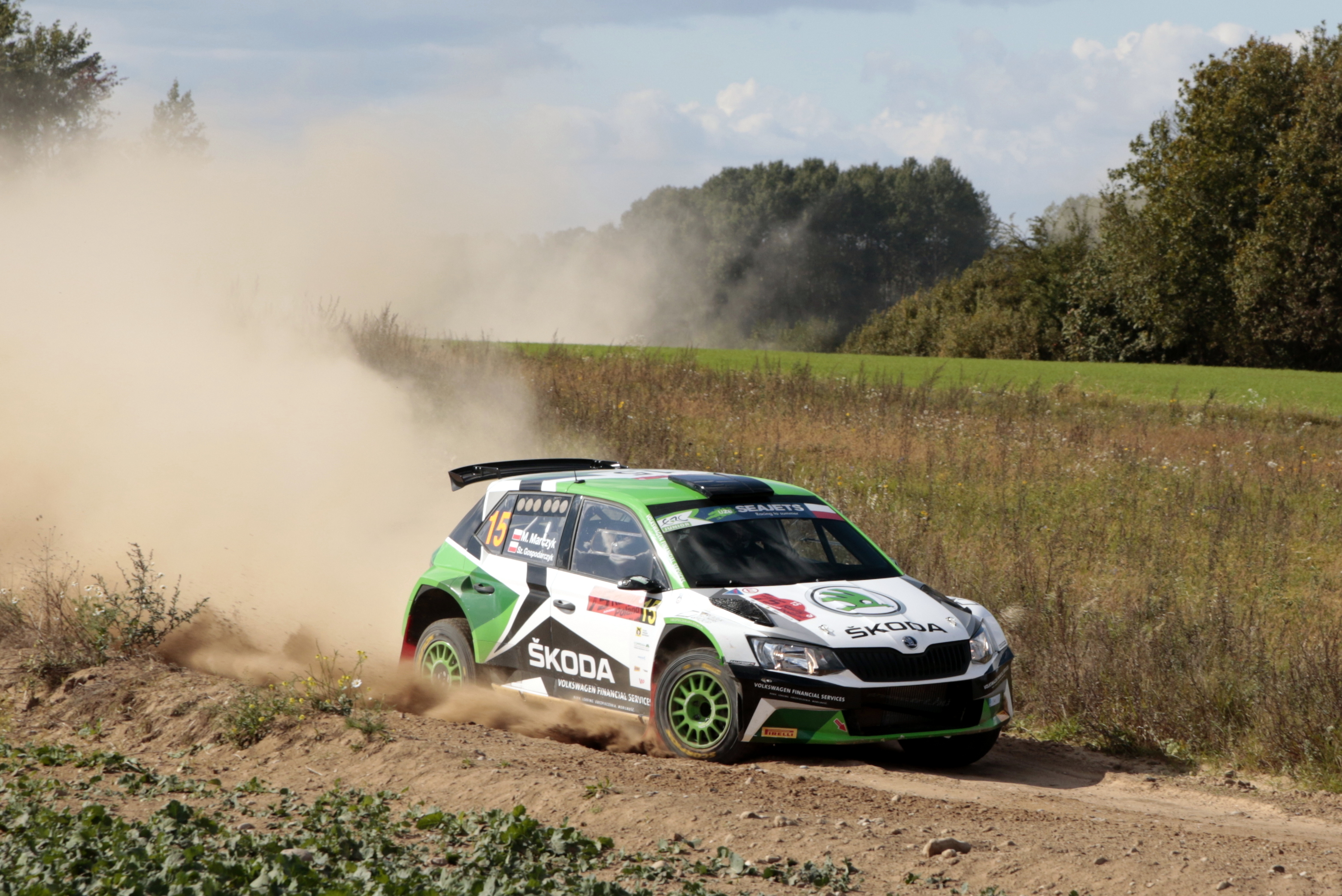
5. Mikołaj Marczyk
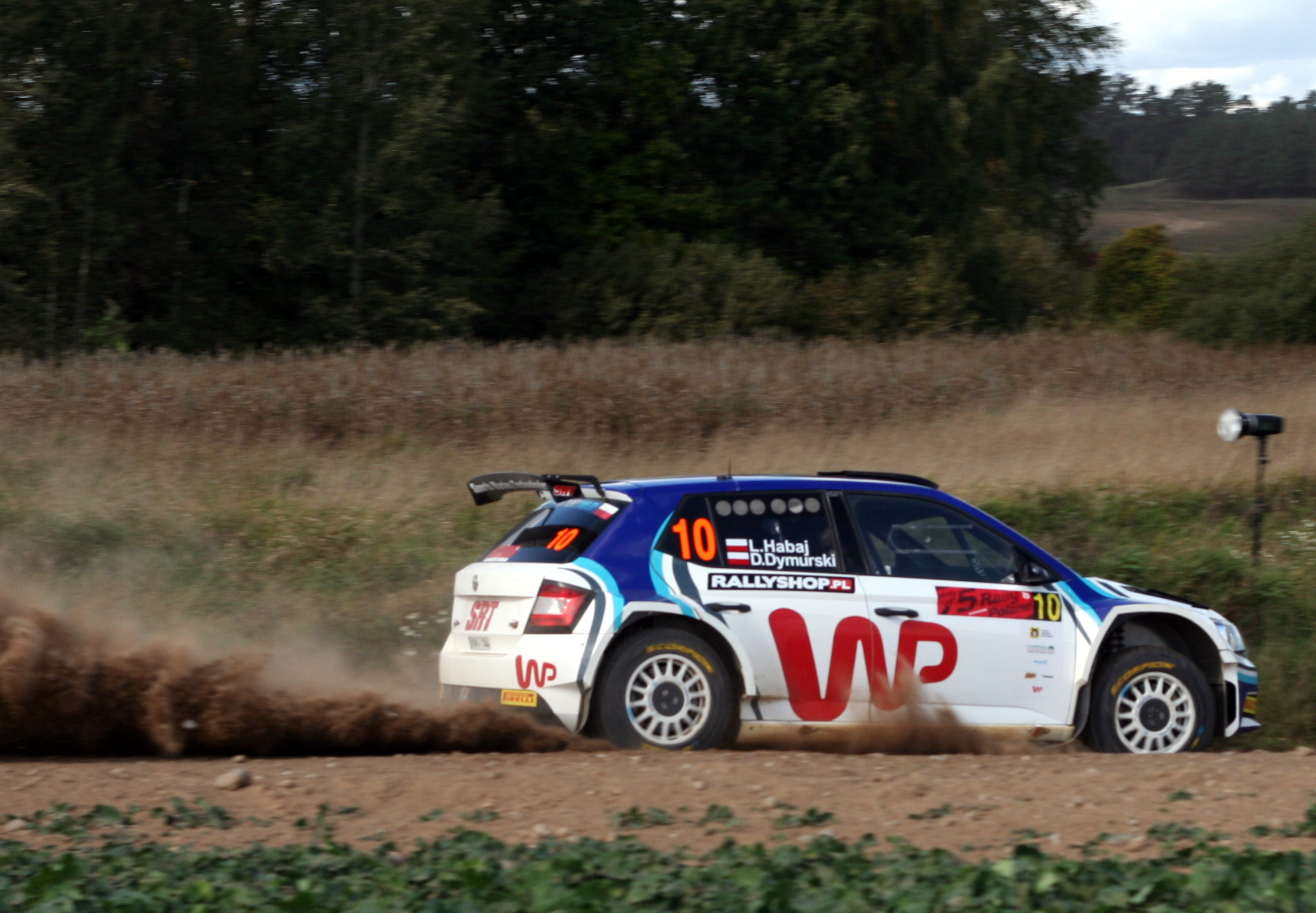
6. Łukasz Habaj
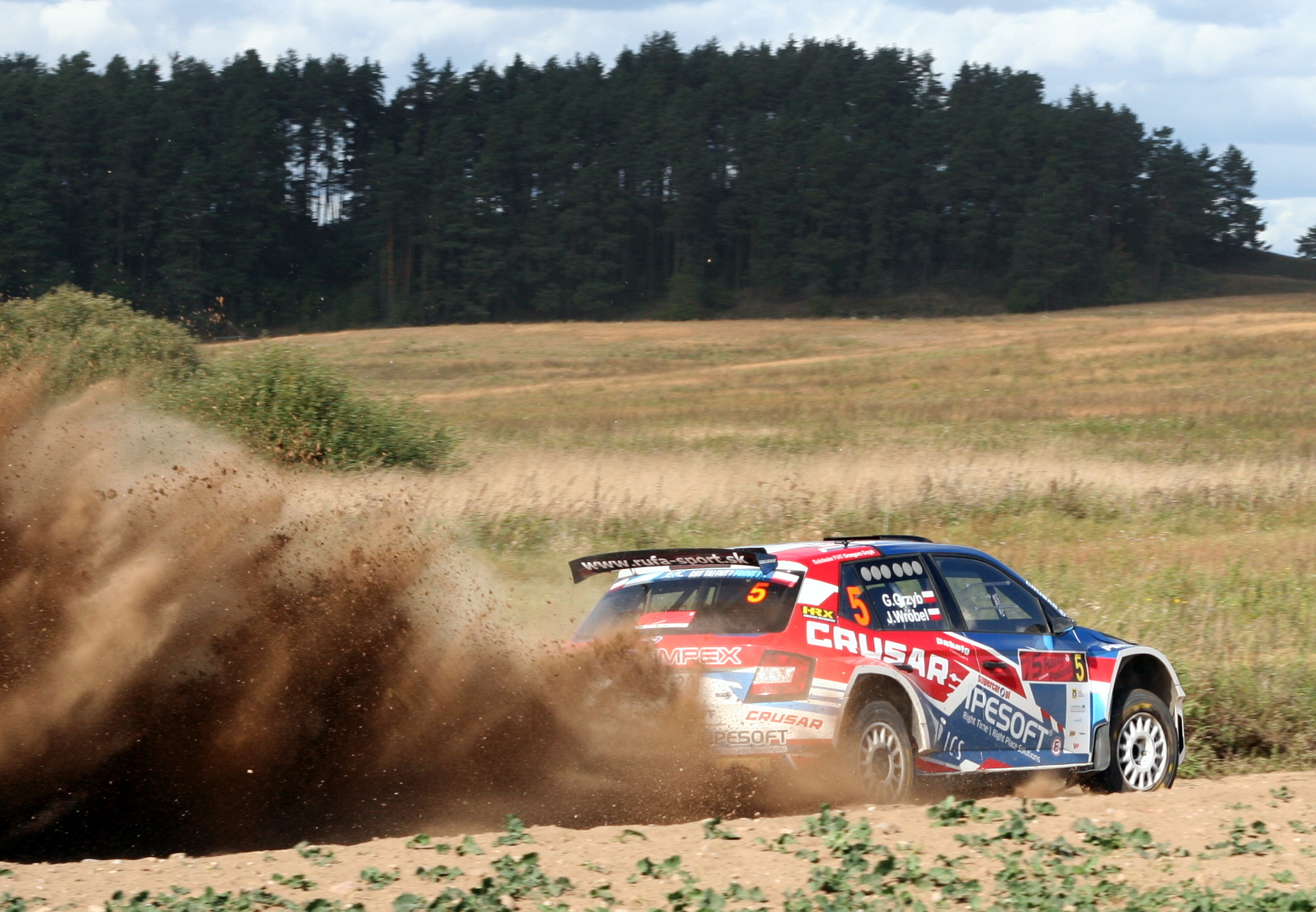
7. Grzegorz Grzyb
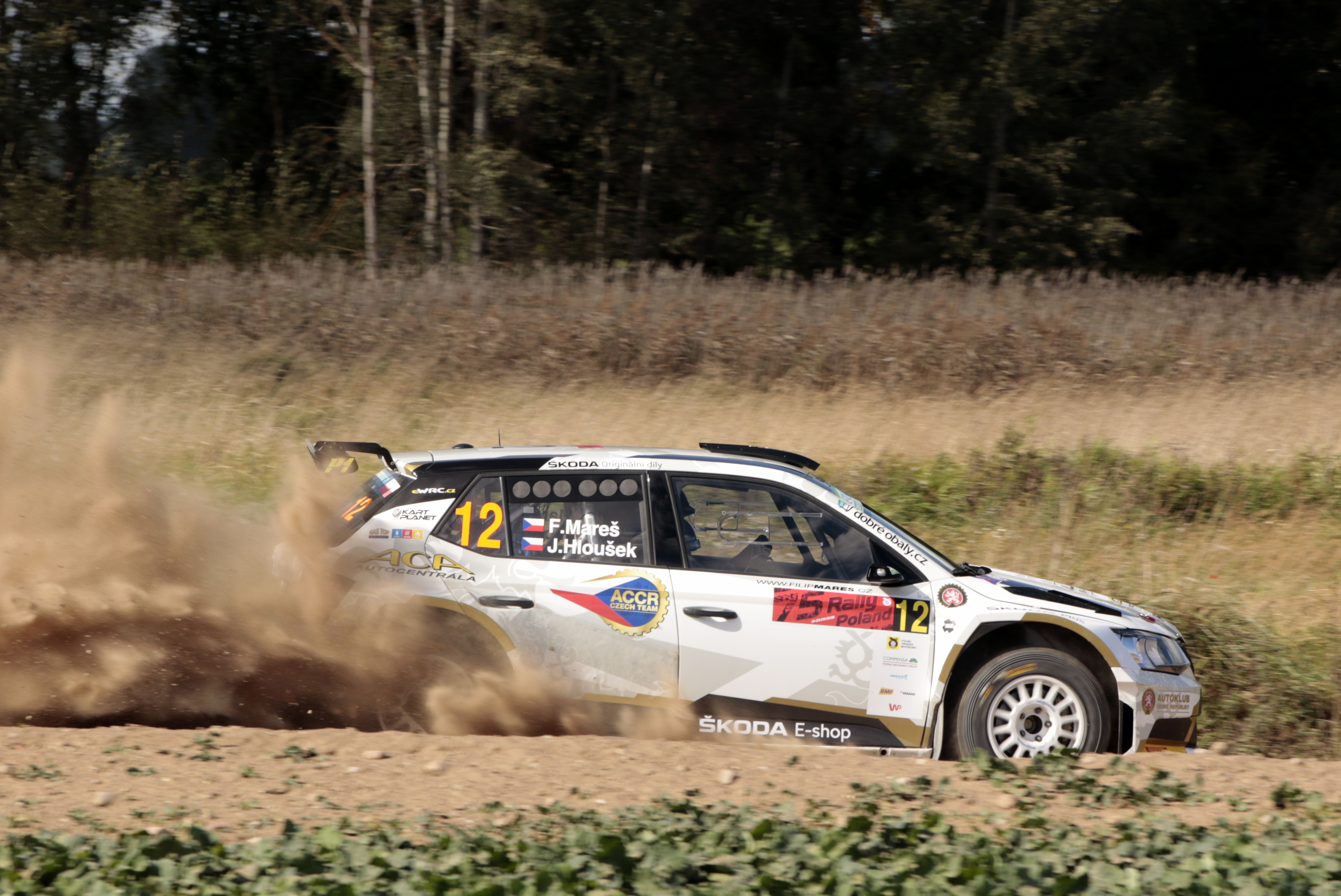
8. Filip Mareš
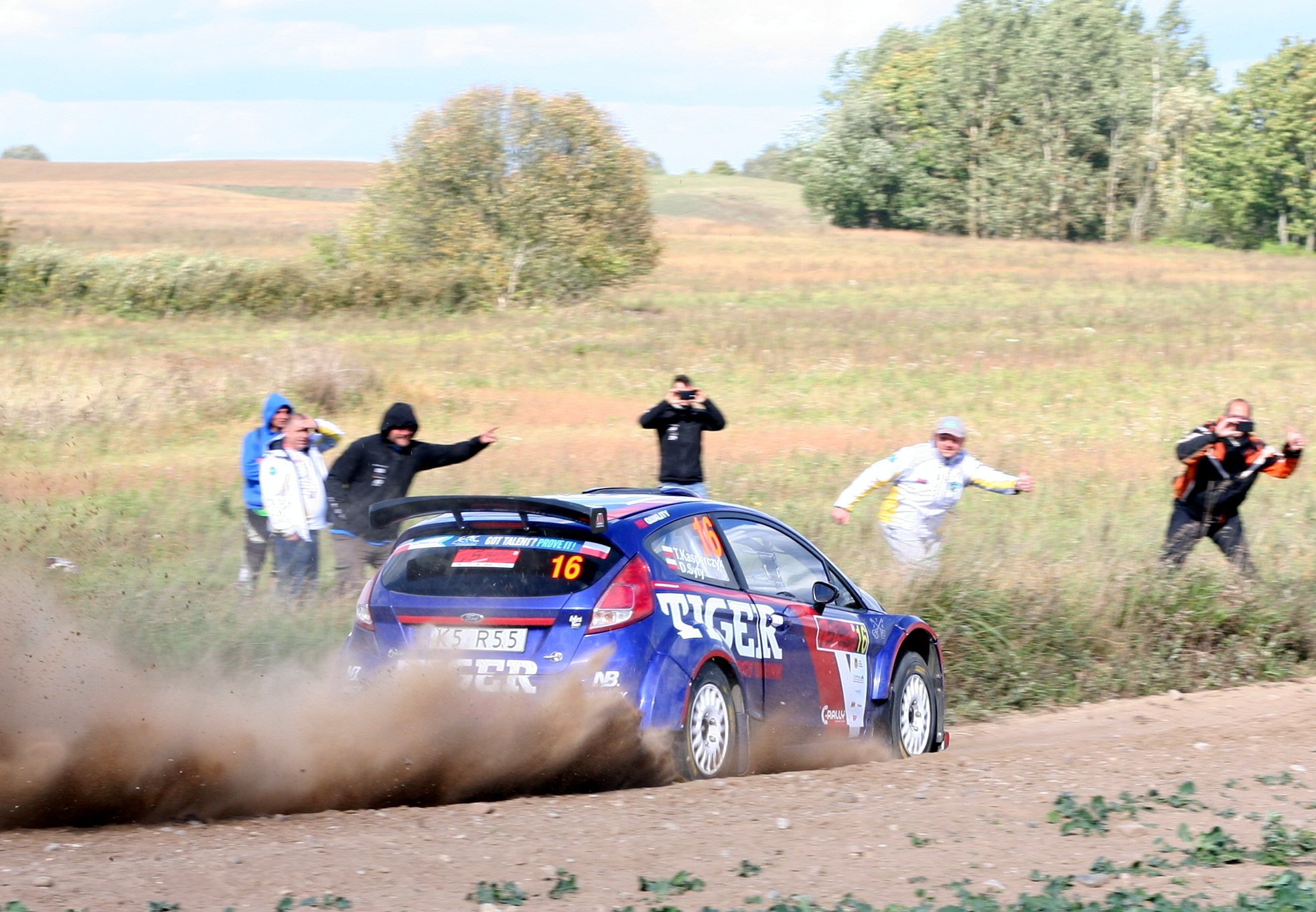
9. Tomasz Kasperczyk
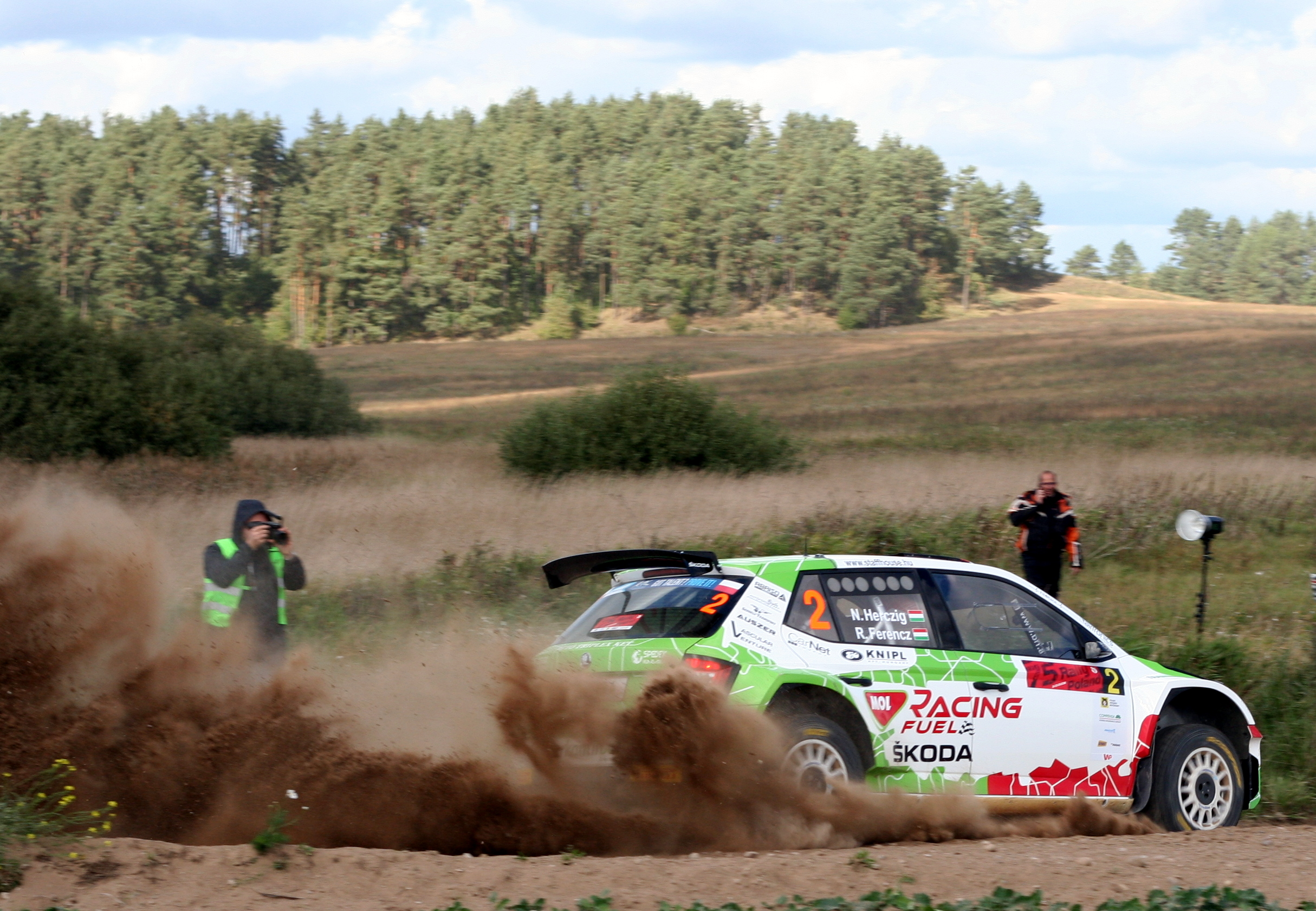
10. Norbert Herczig